# BFC Daugavpils
BFC Daugavpils je lotyšský fotbalový klub se sídlem v Daugavpilsu. Hraje Virslīgu, nejvyšší lotyšskou soutěž. Klub byl založen v roce 2009. Domácím stadionem je Celtnieks Stadium.

## V evropských soutěžích
V červenci 2025 klub odehrál svůj vůbec první zápas v evropských soutěžích. V prvním předkole Konferenční ligy UEFA prohrál s albánským KF Vllaznia celkem 4:3.

## Úspěchy
- 1. līga
  -  (2×): 2013, 2018